# Thalassia Periochi Kavalas - Thasou
Thalassia Periochi Kavalas - Thasou este o arie protejată (sit de importanță comunitară — SCI, arie de protecție specială avifaunistică — SPA) din Grecia întinsă pe o suprafață de 75.686,03 ha, integral marine.

## Localizare
Centrul sitului Thalassia Periochi Kavalas - Thasou este situat la coordonatele 40°51′38″N 24°25′50″E / 40.860527°N 24.430497°E.

## Înființare
Situl Thalassia Periochi Kavalas - Thasou a fost declarat arie de protecție specială avifaunistică în baza directivei 79/409 din 1979 referitoare la conservarea păsărilor sălbatice pentru a proteja 4 specii de animale. Situl a fost protejat și ca arie specială de conservare în baza directivei 92/43 din 1992 referitoare la conservarea habitatelor naturale și a faunei și florei sălbatice.

## Biodiversitate
Situată în ecoregiunea marină mediteraneană, aria protejată nu include niciun habitat protejat.
La baza desemnării sitului se află mai multe specii protejate:
- păsări (1): Phalacrocorax aristotelis desmarestii
- mamifere (2): marsuin (Phocoena phocoena), delfin mare (Tursiops truncatus)
- pești (1): Alosa fallax

Pe lângă speciile protejate, pe teritoriul sitului au mai fost identificate 1 specie de mamifere.